# 5945 Roachapproach
5945 Roachapproach è un asteroide della fascia principale. Scoperto nel 1984, presenta un'orbita caratterizzata da un semiasse maggiore pari a 2,2261768 au e da un'eccentricità di 0,1440926, inclinata di 4,89379° rispetto all'eclittica.
L'asteroide è dedicato al compositore statunitense Steve Roach.